# 진진형
진진형(陳瑨炯, 1934년 6월 8일 전라북도 고창군 ~ )은 대한민국의 세무사 출신 정치인이다. 민주당 소속으로 민선 1기 서울 관악구청장을 역임했다.

## 학력
- 정읍동국민학교 졸업
- 고창중학교 졸업
- 고창고등학교 졸업
- 고려대학교 행정학과 학사
- 고려대학교 경영대학원 경영학 석사

## 경력
- 조달청 비축계획국 국장
- 초대 민선 서울 관악구청장
- 민주당 상임위원
- 한나라당 전임위원
- 새정치국민회의 최고위원
- 새천년민주당 상임고문 겸 최고위원
- 민주당 전임고문
- 민주당 전임고문 겸 최고위원
- 열린우리당 특임고문
- 민주당 상임대표최고위원
- 대통합민주신당 전임고문 겸 최고위원
- 통합민주당 고문 겸 대표최고위원
- 민주당 고문

## 역대 선거 결과
|  | 52.15% |

|  | 43.45% |

|  | 22.16% |

## 참고 자료
- 보트 비전 - 진진형[깨진 링크(과거 내용 찾기)]
- 진진형 세무사[깨진 링크(과거 내용 찾기)]

| 전임 박종옥 | 제19대 서울특별시 관악구청장(민선) 1995년 7월 1일 ~ 1998년 6월 30일 | 후임 김희철 |